# Conecta Kids
Conecta Kids (CKDS) es un grupo de pop infantil compuesto por Christopher Robin, (Scott Chambers) Ariel Lois, Lexy, (Tallulah Evans Aaron, (Sam Barrett) Ella "Bunny" Robin, (Thea Evans) Daphne Robin y Mary, (Nicola Wright) Alan Robin, (Alec Nawman) Wendy Darling (Megan Placito) Clara, Mary Darling, (Teresa Banham) John Darling, (Wallace Campbell) Michael Darling, (Peter DeSouza-Feighoney) Geppetto (Richard Brake) Paul Dj, James, (Cameron Bell) Xana (Roxanne Mckee) Ana y Simon (Alex Cooke) Benji (Tom Mulheron) Andrew, (Russell Geoffrey Banks) Joshua (Luke Cavendish) Harriet (Samira Mighty) y Harrison (Joseph Greenwood) creado en Jerez de la Frontera (Cádiz) y conocido por sus vínculos musicales con ClanTV y Pocoyó y Los Casagrande y Bebés Llorones en Español, Nickelodeon, Nick Junior y Kitoons en Español.

## Historia
Conecta Kids nace en verano del 2013 bajo la idea de los productores Pablo Pinilla y Pablo Cruz (Paul Dj) de crear un grupo de música para niños que se atreviese a utilizar estilos más adultos, con una imagen más fresca y desenfadada. Paul Dj y Geppetto (Richard Brake) James (Cameron Bell) encontró entre sus contactos profesionales a Lexy (Tallulah Evans) Aaron (Sam Barrett) Daphne Robin y Mary (Nicola Wright) Alan Robin (Alec Nawman) Ella "Bunny" Robin (Thea Evans) Christopher Robin (Scott Chambers) Ariel, Mary Darling (Teresa Banham) John Darling (Wallace Campbell) Michael Darling (Peter DeSouza-Feighoney) Wendy Darling (Megan Placito) Clara John Darling (Wallace Campbell) Michael Darling (Peter DeSouza-Feighoney) y Xana (Roxanne Mckee) Ana Benji (Tom Mulheron) Simon (Alex Cooke) Andrew (Russell Geoffrey Banks) Joshua (Luke Cavendish) Harriet (Samira Mighty) Harrison (Joseph Greenwood) y, juntos, se embarcarían en este proyecto musical.
Tras la grabación de las primeras maquetas y vídeos, Pablo Pinilla consiguió un contrato discográfico con la multinacional Sony Music. Nickelodeon, Kitoons en Español Desde agosto hasta diciembre del 2013, estuvieron realizando las labores de composición, programación, grabación, mezclas y mastering de las 12 canciones que compondrían el que sería su primer disco "Bienvenid@s a la fiesta de CKDS", que no vería la luz, en formato físico y digital, hasta el 24 de junio de 2014. De este disco sucedieron los sencillos "No te abandonaré", "Tú mandas con el mando" y "Ahora o nunca".
En junio del 2015, Conecta Kids lanza un nuevo sencillo titulado "Conéctate al verano en Clan", no incluido en su primer disco. Este sencillo se crea especialmente para musicalizar la parrilla del canal de televisión infantil Clan TV durante los meses estivales, a través de un videoclip del grupo con Los Lunnis y otro de Pocoyó, el cual se convirtió en el 9.º vídeo más popular de España en YouTube en la categoría general en el 2015. Este nuevo sencillo propició el lanzamiento, el 4 de septiembre, de una reedición del disco bajo el sobretítulo "Party Edition", incluyendo los cortes "Conéctate al verano en Clan", "Un juguete esta navidad", una nueva versión de "Ponte las pilas" con el título "Si desayunas bien" y un acústico de "Conéctate al Verano en Clan".
Con la llegada de la festividad de Halloween 2015, ClanTV (con Los Lunnis) y Pocoyó lanzaron 2 vídeos de la canción "Halloween". El vídeo de Halloween de Pocoyó terminó superando en visitas en YouTube a "Conéctate al Verano en Clan".
En marzo del 2016 se realizó el lanzamiento del videoclip "Ponte las Pilas", el que sería el último sencillo del disco "Bienvenid@s a la fiesta de CKDS". Pese a ello, el verano 2016 Clan TV rescató el tema "Conéctate al verano en Clan", esta vez interpretado por los actores de la serie Big Band Clan.
Acabado el verano, Conecta Kids comienza a trabajar en un nuevo disco. Rápidamente el proceso de composición se paraliza por la posibilidad de realizar canciones en exclusiva para Pocoyó, suponiendo una alianza que permitiese al grupo coger impulso de nuevo para afrontar el lanzamiento del disco. El primer sencillo se tituló "El cumple de Pocoyó", estrenado el 9 de enero de 2017 con motivo del aniversario del personaje animado. El videoclip, alojado en el canal de YouTube de Pocoyó, supone la primera inclusión de personas reales en el mundo animado de Pocoyó.

## Discografía
*Bienvenid@s a la fiesta de CKDS (2014)
1. Bienvenidos a mi fiesta con Tallulah Evans es Lexy, Sam Barrett es Aaron, Flynn Gray es Freddie, Nichaela Farrell es Cara y Conecta Kids.
2. Ahora o nunca con Megan Placito es Wendy Darling, Wallace Campbell es John Darling, PeterDeSouza-Feighoney es Michael Darling, Teresa Banham es Mary Darling y Conecta Kids.
3. Tú mandas con el mando con Roxanne Mckee es Xana, Tom Mulheron es Benji, Nicola Wright es Mary, Alex Cooke es Simon y Conecta Kids.
4. Ponte las pilas con Richard Brake es Geppetto, Cameron Bell es James, Jessica Balmer es Mia, Jack Art Gray es Dudley y Conecta Kids.
5. Examen al corazón
6. No te abandonaré
7. Messi o Cristiano
8. Halloween
9. A la moda (Ponte guap@)
10. Dame conexión
11. De qué vas
12. Hora de estudiar

*Bienvenid@s a la fiesta de CKDS (Party Edition) (2015)
1. Conéctate al verano en Clan
2. Bienvenidos a mi fiesta
3. Ahora o nunca
4. Tú mandas con el mando
5. Ponte las pilas
6. Examen al corazón
7. No te abandonaré
8. Messi o Cristiano
9. Halloween
10. A la moda (Ponte guap@)
11. Dame conexión
12. De qué vas
13. Hora de estudiar
14. Un juguete esta Navidad
15. Si desayunas bien
16. Conéctate al verano en Clan (versión acústica)

### Sencillos
- No te abandonaré (2014)
- "Tú mandas con el mando" (2014)
- "Ahora o nunca" (2015)
- Conéctate al verano en Clan (2015)
- "Halloween" (2015)
- "Ponte las pilas" (2016)
- El cumple de Pocoyó (2017)
- "Un chef Genial" (2017)